# サイコの晩餐
『サイコの晩餐』（サイコのばんさん）は、一部フジテレビ系列局で放送されていたフジテレビ制作のクイズ番組である。制作局のフジテレビでは1992年4月10日から同年9月18日まで、毎週金曜 19:00 - 19:30 （日本標準時）に放送。

## 概要
クイズに心理テストを組み込んだ番組で、小堺一機が司会を務めていた。解答者は3人1組の男性チームと女性チームを組んで参加していた。番組タイトルは最後の晩餐のもじりであり、オープニングで小堺が「心の夕食、サイコの晩餐」と発言していた。
エンディングテーマはFAIRCHILDの「ザマーミロ」だった 。

## スタッフ
- プロデューサー：森正行
- 音楽：たかしまあきひこ

| フジテレビ 金曜19:00枠                         | フジテレビ 金曜19:00枠                         | フジテレビ 金曜19:00枠                                                |
| 前番組                                         | 番組名                                         | 次番組                                                                |
| ---------------------------------------------- | ---------------------------------------------- | --------------------------------------------------------------------- |
| ものまね珍坊 （1990年11月2日 - 1992年3月27日） | サイコの晩餐 （1992年4月10日 - 1992年9月18日） | わんわんバラエティ スターはポチだ! （1992年10月23日 - 1993年9月17日） |